# 指輪

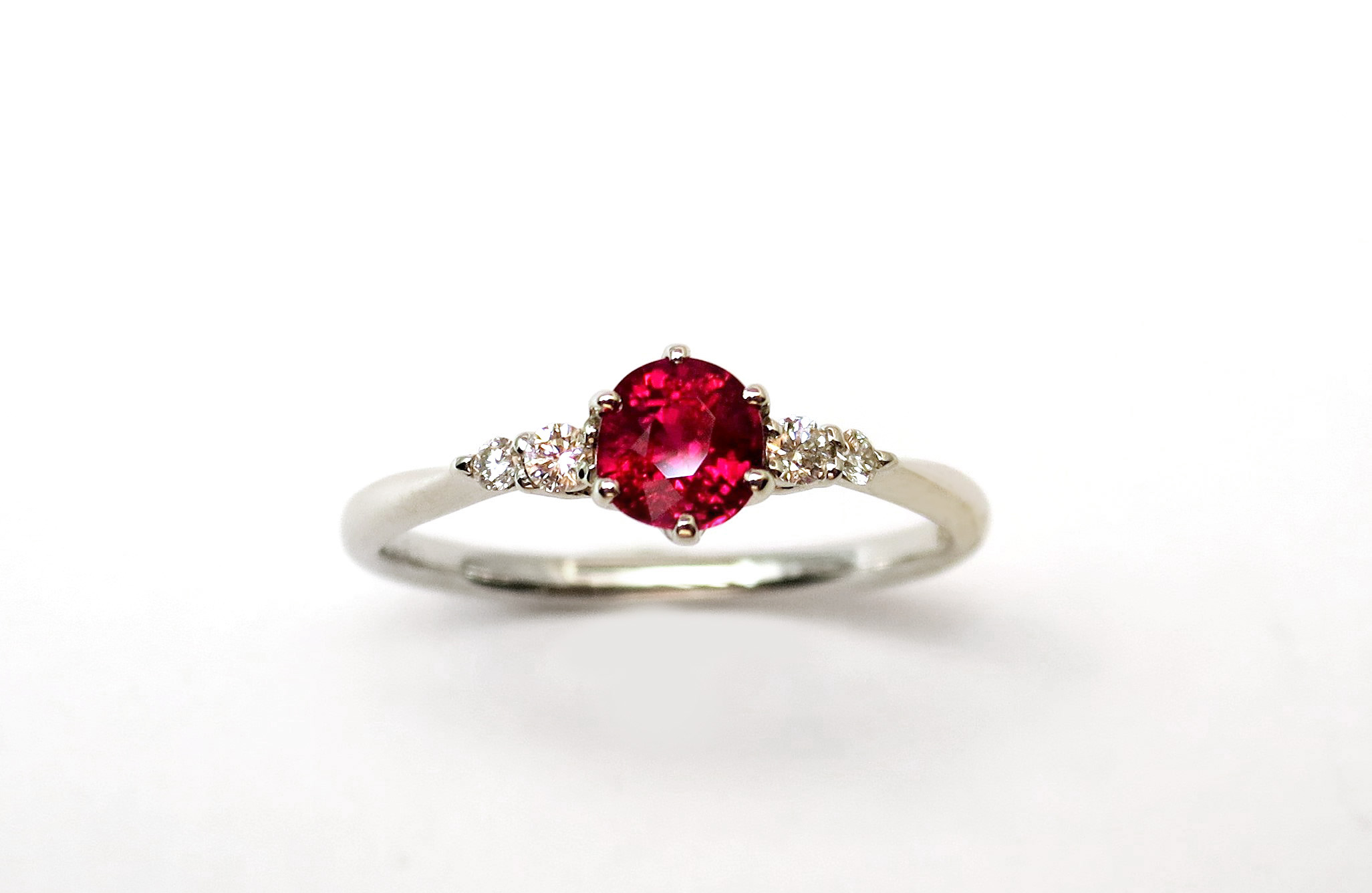
ルビーの指輪

指輪・指環（ゆびわ）は、手（まれに足）の指にはめる環状の装飾品。

## 歴史
初期の指輪は装飾品というよりも身体を守るための護符や実用的な印章として用いられた。
古代ギリシャでは紀元前6世紀にはベゼル（周縁）に装飾のある金や銀の指輪の製作が本格的になり、紀元前5世紀半ばには宝石付きの指輪も製作されるようになった。
中世には宝石はカットされなかったため大ぶりのままで光の反射ではなく、石そのものの華やかな色彩が利用された。12世紀以降には山形にせりあがったベゼルの頂点に小ぶりの宝石を置いた「あぶみ型」と方形や楕円のベゼルに大ぶりの石を置いた「パイ皿型」の2つのデザインが指輪の典型になった。また、中世になっても印章指輪は廃れなかったが、硬い宝石に彫り込むインタリオの技術は失われ、金属製のベゼルに彫り込まれるようになった。
15世紀にはポイントカットの加工技術が誕生し、さらにルネサンス期には宝石だけでなく彫金とエナメルの加工技術も主役級の役割をもつデザインとなり、指輪は工芸技術の粋を集めた装飾品になった。17世紀初頭にダイヤモンドに多くの切子面を施すローズカットが生み出されたことで、宝石が指輪の主役となり、彫金とエナメルは二次的なものとなった。17世紀には印章は腰からぶら下げるスタイルとなり、印章指輪の流行は下火になったが、王侯貴族では伝統的な印章指輪が用いられた。
16世紀末から17世の日本では「指の輪」と呼ばれ、主に花街の女性たちが、男衆からの口説きを回避するために装着した。
19世紀末から20世紀にかけては、新たな装飾美術運動（アーツ・アンド・クラフツ、アール・ヌーヴォー、アール・デコ）の流れと伝統的なデザインと指輪づくりにこだわった宝飾品メーカーの二つの潮流がみられるようになり、さらに第二次世界大戦頃からはニューヨークの宝飾品メーカーの台頭もみられるようになった。

## 文化

### 装着する指
装着する指によって意味が異なる。結婚指輪はその代表で、薬指には「聖なる誓い」の意味がある。結婚指輪以外の指輪は、通常は中指にはめる。

### 用途による種類

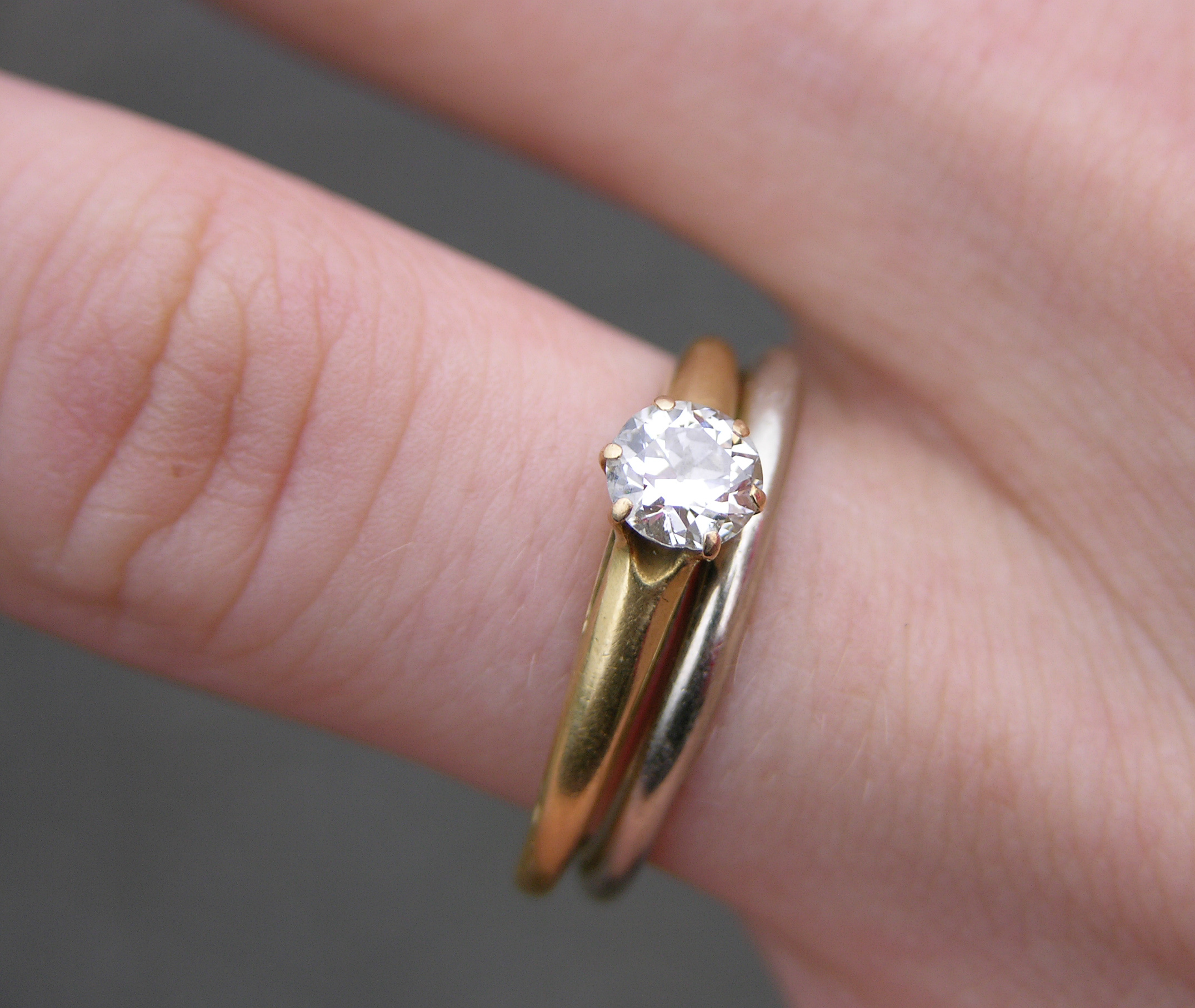
結婚指輪と婚約指輪

婚約指輪
婚約する際に、男性から女性に贈られる指輪。英語では engagement ring（エンゲージメント・リング）。婚約指輪の金額の由来など詳細については婚約の項目を参照。婚約指輪の取得率は、矢野経済研究所の調査によれば58.4%（2015年）。1970年代には日本ではダイヤモンドの会社であるデビアスの宣伝もあって、給料の3ヵ月分と言われたが、今は身の丈にあった額で選ぶ。
結婚指輪
結婚の証として、男女で交換し、日々身に着ける指輪。英語では wedding ring（ウェディング・リング）。「マリッジ・リング（marriage ring）」は和製英語。日本では左手の薬指が一般的だが、国や宗教によっては右手の薬指にはめることもある。
寡婦指輪
あまり一般的ではないが、未亡人が身に着ける指環。英語では widow ring（ウィドウ・リング）または widow's ring（ウィドウズ・リング）。結婚指輪をはめてあるすぐ隣の指にはめる。
印章指輪
インタリオリングとも呼ぶ。指輪がそのまま印章になっており、主に封蝋に捺す。ローマ教皇の持つ「漁師の指輪」が有名。日本ではあまり一般的ではない。

## 素材
素材は主に金属だが、宝石を付したものもある。
よく利用されている金属は金（イエローゴールド、ホワイトゴールド、ピンクゴールドなど）、銀、白金（プラチナ）などの貴金属。このほか、チタン、ステンレス鋼、タンタル、イリジウムなどを用いたものも見られる。また旧くは、鉄、真鍮、青銅の金属や、メノウやヒスイ、べっこう、象牙など宝石や類似のものを用いたものが市場がまれにある。

## 製造
現在の主流は鋳造法であるが、その中でも「ロストワックス法」（ロストワックス = 蝋を消失させる）と呼ばれる方法が一般的。
製法ごとの特徴は以下のとおり。
鋳造法
曲線や細かいモチーフなど繊細な指輪を作ることも可能なので、大量生産に向く製法。
金属を型に流し込むときにどうしても空気が入ってしまうので、ボリュームのある指輪を作ると、この空気が鬆として表面に出てしまうことがある。金属を鍛える（圧力を加えて、加工硬化を導く）工程が含まれないために強度的には低いが、コストダウンが図れる。流行に合わせてどんどん商品化する、低単価の指輪に適している。
プレス法
圧延による機械的性質の改善により、緻密で強度のある製法。
金属を鍛造（圧力を加えて、機械的性質を改善）で鍛えたり、圧延プレスで整え、金型によって抜いたり絞ったりする。メーカーによって様々だが、大型のローラーや特殊機器を使い、何十トン - 100トン以上の圧力を加えるメーカーもある。工程自体が鋳造法やハンドメイドに比べて多く、技術や設備投資も大きくなるので、採用するメーカーは限られてくる。大量生産に向くが、立体的なデザインには向かない。尚、この製法を鍛造と表記するメーカーがあるが、鍛造は溶解後のインゴットをハンマーやプレスで叩いて鍛える方法をいうので、正確ではない。
切削法
鋳造も鍛造もできないチタンやタンタルなどの金属素材を用いる場合は、切削法で製作する。切削工具の耐久性、加工難易度など生産効率が悪い。これらの材料での量産は可能だが、貴金属以上にコストがかかる。
プレスで打ち抜き、絞りプレスで成形されたり、パイプ状で製作された貴金属材料をバイトでカットする製法は、カットリングと呼ばれ、結婚リングなどに多く用いられる。

## サイズ
指輪のサイズの表示は各国により異なっているため、国際標準化機構（ISO）により ISO 8653 として標準化が進められている。
日本では、1998年にISOに準拠した JIS S 4700 が制定された。2002年より普及が始まっているが、従来表記のものも併用されている。
ISO(JIS)規格表記は、指輪の内周を、最小41mmから 最大76mmまでの1mm間隔で、最も近い整数で表す。
国内では明治以降慣習的に用いられている、慣習サイズが一般的に利用されている。内径（直径）13mmを「1」とし、内径が1⁄3mm増加するごとに「1」を加える。
なお、指輪のサイズを決める際にはリングゲージ（サイズごとの金属環（リング）を一連に繋げたもの）などの測定具も用いられる。
| ISO | 従来表記 | 内周(mm) | 内径(mm) |
| --- | -------- | -------- | -------- |
| 41  | 1        | 40.8     | 13.0     |
| 42  | 2        | 41.9     | 13.3     |
| 43  | 3        | 42.9     | 13.7     |
| 44  | 4        | 44.0     | 14.0     |
| 45  | 5        | 45.0     | 14.3     |
| 46  | 6        | 46.1     | 14.7     |
| 47  | 7        | 47.1     | 15.0     |
| 48  | 8        | 48.2     | 15.3     |
| 49  | 9        | 49.2     | 15.7     |
| 50  | 10       | 50.3     | 16.0     |
| 51  | 11       | 51.3     | 16.3     |
| 52  | 12       | 52.4     | 16.7     |
| 53  | 13       | 53.4     | 17.0     |
| 54  | 14       | 54.5     | 17.3     |
| 55  | 15       | 55.5     | 17.7     |